# Мнестра

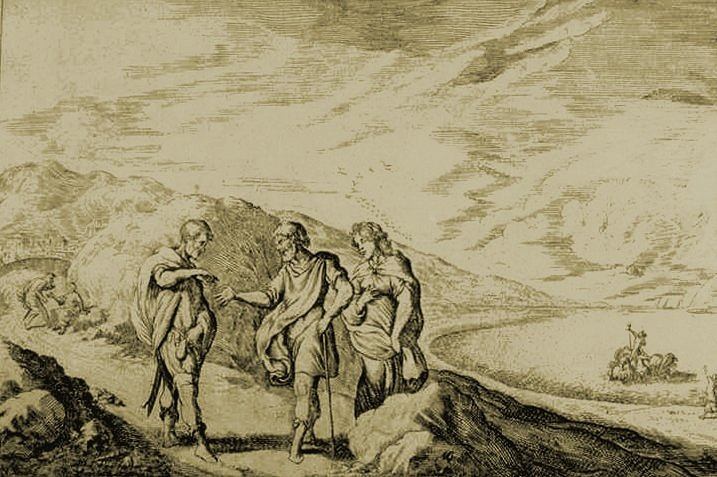
Эрисихтон продаёт свою дочь Мнестру

Мнестра (др.-греч. Μήστρα, Местра, у Антонина Либерала Гиперместра) — персонаж древнегреческой мифологии. Дочь Эрисихтона.
Получила в дар от Посейдона способность изменять свой облик. Она была соблазнена Посейдоном и получила возможность менять пол.
Отец продавал её ежедневно. После того, как была продана собственным отцом, превратилась в голубку и улетела. Сисиф сватал её за своего сына Главка. Затем её похитил Посейдон, и она родила Еврипила на Косе. Родив сына, Местра вернулась на родину в Афины. Согласно Овидию, она принимала облик кобылицы, оленя, коровы, птицы, стала женой Автолика.
По версии, превратилась в мужчину и обеспечивала пропитанием отца Эфона. В Септуагинте местры — название египтян (евр. мицраим).